# ジャコモ・ダ・レ
ジャコモ・ダ・レ（Giacomo Da Re、1999年3月29日 - ）は、ユナイテッド・ラグビー・チャンピオンシップ、ゼブレ・パルマに所属するラグビーユニオン選手。

## プロフィール
- イタリア、トレヴィーゾ出身[1]。
- ポジションはスタンドオフ(SO)、フルバック(FB)。
- 身長 181cm、体重 83kg
- U20イタリア代表に選ばれたことがある[2]。
- イタリア代表キャップは2（2024年2月現在）でラグビーワールドカップ2023のイタリア代表に選ばれた[3]。

## 略歴
モリアーノ、ロヴィーゴを経て、2021年、ベネットンに加入。 
2024年、ゼブレ・パルマに加入。